# Route nationale 59a (Madagascar)
Pour les articles homonymes, voir Route nationale 59.
La route nationale 59a (N 59a) est une route nationale s'étendant d'Androrona et se termine à Vohémar à Madagascar.

## Description
La route nationale 59a parcourt 3,7 kilomètres dans la région de Sava au dans le nord-est de Madagascar.
Elle part de la N 5a dans le village d'Androrona et se dirige vers le nord-est jusqu'à Vohémar sur la côte nord-est.

## Parcours
- Androrona
- Amboronana
- Vohémar